# Castell de San José
El Castell de San José és una fortalesa històrica i actualment museu d'art a Arrecife, a l'illa canària de Lanzarote, Espanya.

## Història
Construït entre 1776 i 1779 el fort es va construir per proporcionar un baluard defensiu contra els atacs pirates, i com a projecte de treball públic per proporcionar una ocupació molt necessitada durant un temps de fam i pobresa a l'illa, per això se li va denominar col·loquialment la Fortalesa de Gana. La fam va estar causada per diferents motius, principalment un dur període de sequera, i l'erupció poc abans del Timanfaya entre 1730 i 1736, el qual va devastar la majoria de les àrees agrícoles productives a l'illa. Carles III d'Espanya, preocupat per a la misèria dels illencs, va ordenar la construcció de la fortalesa.
Situat en un penya-segat per sobre del Port de Naos, el fort en forma de D té murs semicirculars cap al mar. En el costat terra endins el mur està protegit per dues petites torretes, amb un fossat i el seu pont llevadís enfront de l'entrada. La fortalesa està construïda d'obra de paleta i blocs de roca d'origen volcànic. L'edificació a l'interior està feta de voltes de canó i s'utilitzaven principalment com a polvorí.

## Museu Internacional d'Art Contemporani
La fortalesa es va renovar en els anys 1970s i l'interior va ser dissenyat per l'artista César Manrique, qui va néixer no lluny del castell, per albergar un museu d'art modern, que va obrir al públic en 1976 com el Museu Internacional d'Art Contemporani, abreujat com MIAC.
Les exposicions són principalment del període entre 1950 i 1980, amb especial atenció a diverses formes d'art abstractes, com a escultura moderna, art cinètic, i abstracció geomètrica. Els treballs són principalment d'artistes catalans i espanyols, entre els quals destaquen Joan Miro, Antoni Tàpies, Eusebio Sempere i El Paso grup, amb una secció dedicada a l'artista canari Pancho Lasso.
El pati és també utilitzat com a espai d'exhibició per a dissenys i escultures exteriors. Sota el museu, l'annex del fort va estar renovat i convertit en restaurant, connectat al castell per una escala d'espiral. El restaurant compta amb vistes panoràmiques del port i dels molls.

## Galeria

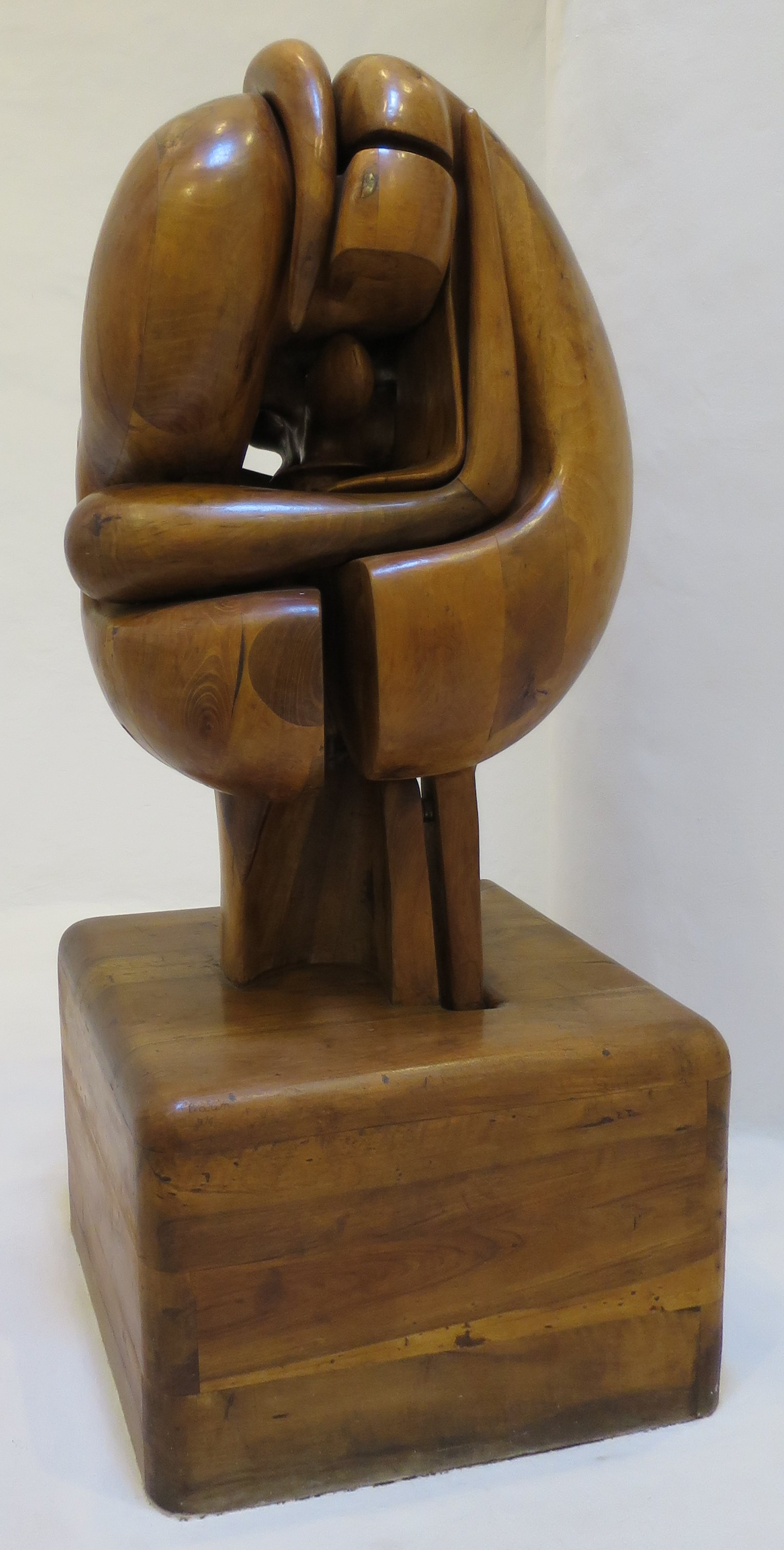
La llavor (Francisco Baró 1976)
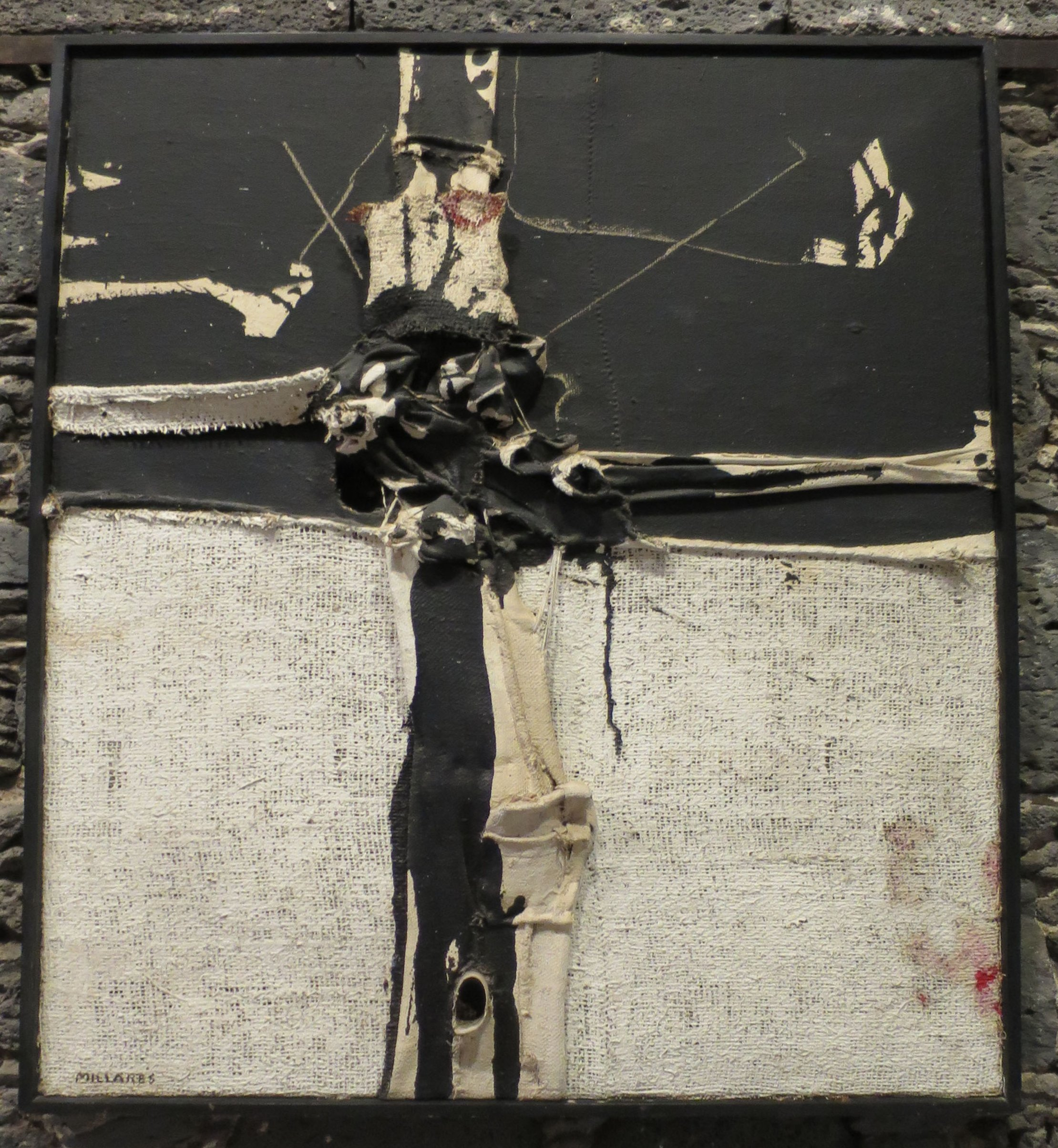
Quadre 201 (Manolo Millares, 1962)
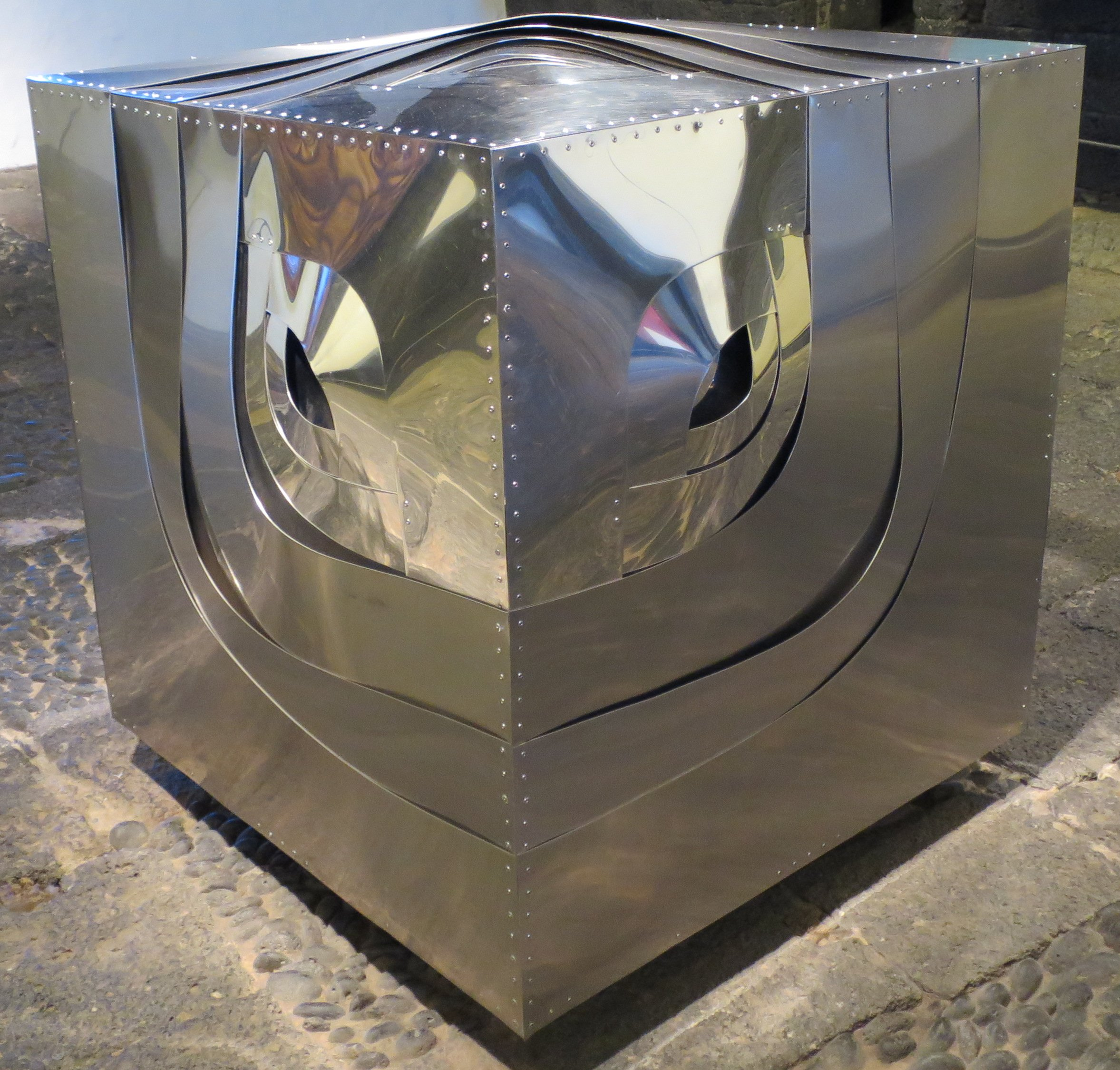
Bessons III (Amadeo Gabino 1975)
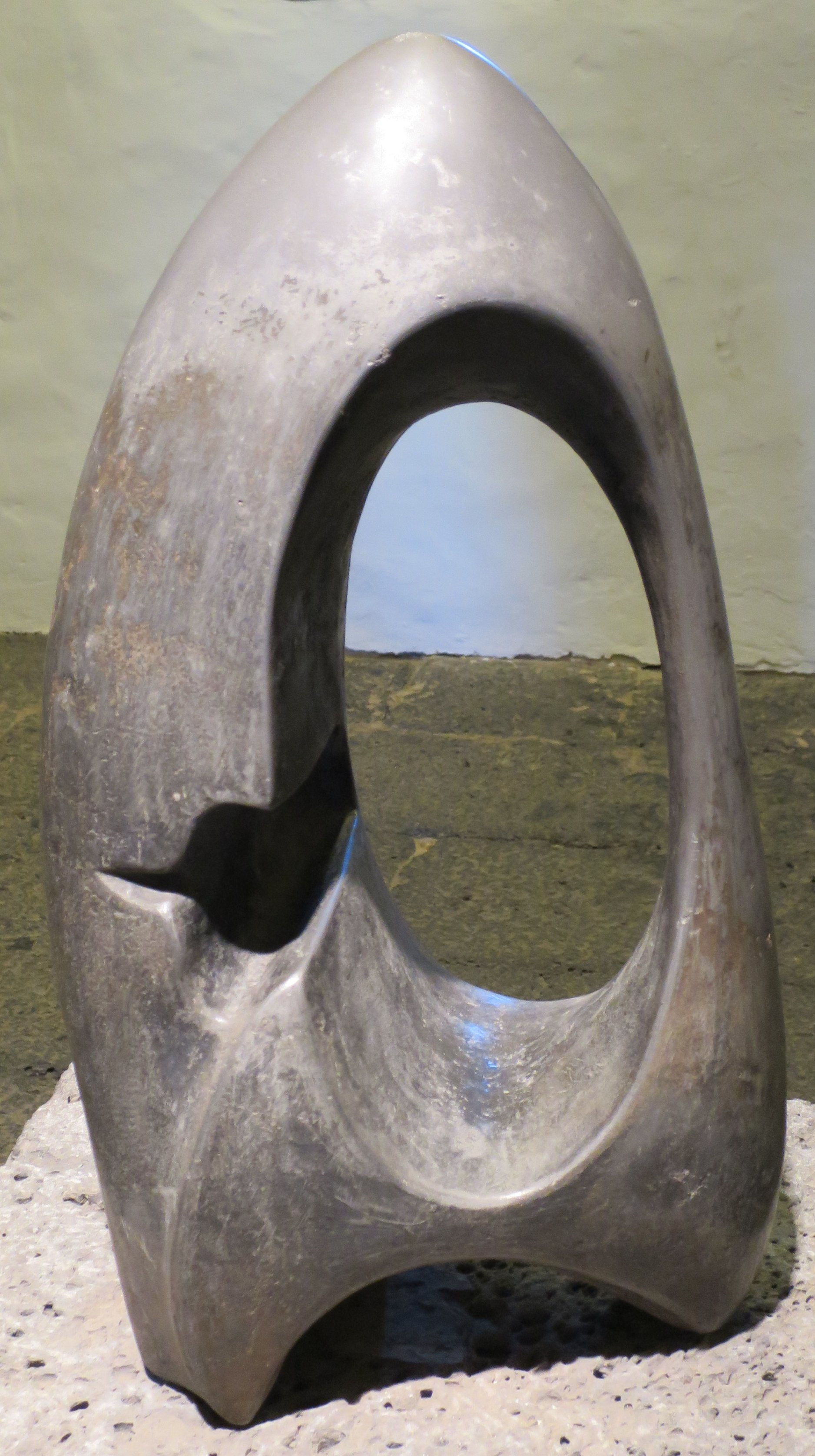
Formes de silenci (María Belén Morales 1976)